# Оянперя, Олави
Арво Калле Олави Оянперя (фин. Arvo Kalle Olavi Ojanperä; 27 октября 1921, Тырвяя — 8 мая 2016, Хельсинки) — финский гребец-каноист, выступал за сборную Финляндии на всём протяжении 1950-х годов. Участник двух летних Олимпийских игр, бронзовый призёр Олимпийских игр в Хельсинки, многократный победитель и призёр регат национального значения.

## Биография
Родился в деревне Тырвяя области Сатакунта в семье фермера. В детстве увлекался лыжными гонками и бейсболом, однако в конечном счёте сделал выбор в пользу гребли на байдарках и каноэ. В 1947 году окончил Хельсинкский университет, где обучался на факультете сельского и лесного хозяйства.
Первого серьёзного успеха на взрослом международном уровне добился в сезоне 1952 года, когда попал в основной состав финской национальной сборной и благодаря серии удачных выступлений удостоился права защищать честь страны на домашних летних Олимпийских играх в Хельсинки. В зачёте одиночных каноэ на дистанции 1000 метров со второго места квалифицировался из предварительного этапа, после чего в решающем финальном заезде занял третье место и завоевал тем самым бронзовую олимпийскую медаль — на финише его обошли только чехословацкий гребец Йозеф Голечек и венгр Янош Парти.
Став бронзовым олимпийским призёром, Оянперя остался в основном составе гребной команды Финляндии и продолжил принимать участие в крупнейших международных регатах. В частности, в 1960 году он прошёл отбор на Олимпийские игры в Риме, вновь состязался в километровой дисциплине одиночных каноэ, но на сей раз в число призёров не попал и вообще не смог пробиться в финальную стадию — после четвёртого места на предварительном этапе и третьего места в утешительном заезде в полуфинале финишировал четвёртым. Вскоре по окончании этих соревнований принял решение завершить карьеру профессионального спортсмена, уступив место в сборной молодым финским гребцам. Впоследствии работал тренером по гребле на байдарках и каноэ, был спортивным чиновником в нескольких спортивных организациях.
Умер 8 мая 2016 года в Хельсинки в возрасте 94 лет.